# Fulvestrant
Fulvestránt, pod zaščitenim imenom Faslodex in drugimi, je učinkovina, ki deluje kot antagonist na estrogenskih receptorjih in se uporablja za zdravljenje napredovalega ali razsejanega hormonsko pozitivnega raka dojk po menopavzi. Uporablja se v obliki intramuskularnih injekcij (vbrizganje v mišico). Uporablja se samostojno ali v kombinaciji z drugimi zdravili (na primer zaviralci od ciklina odvisnih kinaz 4/6, kot je palbociklib).
Je selektivni razgrajevalec estrogenskih receptorjev in je bil prvo odobreno zdravilo v svoji skupini. Deluje tako, da se veže na estrogenski receptor, ga blokira in povzroči njegovo razgradnjo. 
Fulvestrant so v ZDA odobrili leta 2002, v Evropski uniji pa leta 2004.
Zelo pogosti neželeni učinki, ki se pojavijo pri več kot 10 % bolnikov, ki prejemajo fulvestrant, so slabost, reakcija na mestu injiciranja, oslabelost in povišanje jetrnih encimov (transaminaz). Njegova uporaba je kontraindicirana pri bolnikih z ledvično odpovedjo in pri nosečnicah.